# Casse-Pipe
Pour les articles homonymes, voir Casse-pipe (homonymie).
 (février 2022).
Si vous disposez d'ouvrages ou d'articles de référence ou si vous connaissez des sites web de qualité traitant du thème abordé ici, merci de compléter l'article en donnant les références utiles à sa vérifiabilité et en les liant à la section « Notes et références ».
Casse-Pipe, parfois improprement orthographié sans tiret et/ou en minuscules, est un groupe de musique français, originaire de Saint-Brieuc, dans les Côtes-d'Armor. Il est formé en 1990 par Louis-Pierre Guinard et Philippe Onfray, rapidement rejoints par Daniel Riot. Le groupe a ensuite intégré Gil Riot et Tonio Marinescu à la fin 1991, puis Christophe Menguy et Christophe Lecouflet fin 1994, et enfin Daniel Pabœuf en 1997. Gil Riot et Daniel Pabœuf quittent le groupe à l'automne 2001 ; Gil Riot est alors remplacé par Manu Le Riboter.
À l'été 2002, le groupe reformule son concept musical, ce qui provoque le départ de Philippe Onfray, Daniel Riot, Tonio Marinescu et Manu Le Riboter ; les deux derniers sont remplacés respectivement par Boris Sellem et Philippe Brosse, et le groupe, qui se sépare en cette même année, se rebaptise Louis Pierre. Début 2004, il devient trio avec le départ de Boris Sellem. Cette dernière formation cesse toute activité à la suite de l'été 2005.
Le groupe tire son nom du roman inachevé Casse-pipe de Louis-Ferdinand Céline et s'inscrit résolument dans la tradition de la chanson noire, réaliste et engagée, avec un souci littéraire particulier; on le rapproche parfois de Têtes Raides, La Tordue ou Miossec.
Le répertoire canonique de Casse-Pipe associe reprises, compositions autour de poèmes extérieurs au groupe, et créations entièrement internes. Les reprises sont pour la plupart des chansons de l'entre-deux-guerres, le reste venant de différentes autres époques ou des précédents groupes des membres. Les textes extérieurs sont tirés de poètes disparus, ou bien sont écrits à l'intention de Casse-Pipe par des auteurs contemporains. Le tout marie noirceur existentielle, chansons d'amour désespérées, pamphlets anarchistes et des histoires abordant sans complexes la toxicomanie, la criminalité, l'alcoolisme, la pauvreté, les discriminations, l'occupation, etc.
Ces textes très sombres n'excluent pas l'humour ou l'ironie, surtout si l'on tient compte de l'interprétation qui en est faite. De plus, le style musical oscille entre bal populaire (accordéon omniprésent, rythmes de java et de tango, etc.) et cabaret (saxophones en sourdine, clarinette, batterie jouée aux balais, etc.), l'ensemble formant à dessein un mélange étrange, où beaucoup de chansons peuvent être lues à double sens.

## Biographie

### Rencontre et débuts
C'est à l'été 1989 que Philippe Onfray, passant au Sunset d'Erquy, y entend Louis-Pierre Guinard chantant La Chanson de Craonne (une valse de mutinerie datant de 1917) alors même qu'il vient juste de lire Casse-pipe de Louis-Ferdinand Céline (qui raconte son incorporation dans l'armée). Les deux hommes s'apprivoisent peu à peu l'un l'autre et reprennent le répertoire de Bal Perdu en l'augmentant de divers apports : des chansons traditionnelles, des classiques (Serge Gainsbourg, Ferré, etc.), ainsi que des emprunts à Pierre Mac Orlan) ; Philippe Onfray reprend l'accordéon et propose de baptiser le duo Casse-Pipe[réf. nécessaire].
En février 1990, ils testent avec un certain succès huit morceaux en public en première partie de Sue et les Salamandres, au Barracuda de Daniel Riot. Ce dernier est tout de suite emballé par leurs chansons, et il décide de les prendre en charge pour les faire tourner et les sonoriser en concert. Ils étoffent peu à peu leur répertoire et drainent ainsi un public grandissant. Leurs affinités respectives, pour le théâtre d'une part, et pour les ambiances scéniques classes d'autre part, les poussent naturellement à une approche théâtrale des concerts ; un ami photographe les invite à monter un véritable spectacle autour de leurs chansons. C'est ainsi que naît, début mars 1991 dans le bistrot de Quessoy (aménagé pour l'occasion en théâtre) un spectacle de 22 morceaux nommé Sur les traces de Johnny Palmer ; le soir de la dernière, au moment d'entamer La Javanaise, ultime rappel du spectacle, les fusibles sautent ; quelques minutes plus tard, la nouvelle de la mort de Gainsbourg arrive dans la salle[réf. nécessaire].
Le spectacle lui-même est abandonné, mais les chansons qui le constituent forment l'essentiel du répertoire de Casse-Pipe, que le duo continue de faire voyager un peu partout en Bretagne; le seul élément de décor sauvegardé de cet essai est le rideau de velours rouge en fond de scène, qui devient une marque de fabrique. Le public rock, a priori peu intéressé par ce répertoire, est quand même souvent interpellé par cette version française et à l'accordéon de Anarchy in the U.K.. Casse-Pipe participe également au spectacle Hommes de feu et chants de braise, monté par la MJC de Lamballe pour le centenaire de la mort de Rimbaud; les chansons sont entrecoupées de petits quatrains du poète. Toujours en 1991, Casse-Pipe tente une aventure plus littéraire en travaillant sur l'adaptation de Le Condamné à mort, de Jean Genet, mais le projet est finalement remisé; toutefois, la lecture de Journal du voleur inspire à Louis-Pierre Guinard le premier jet de Stilitano, qui deviendra un classique de Casse-Pipe. De même, c'est à cette période que Denis Flageul, qui travaille déjà avec Philippe Onfray, commence à leur écrire des textes qu'ils mettent en musique; une collaboration qui ne se démentira plus.

### De nouveaux membres
Début 1992, l'entregent de Daniel Riot a permis au groupe de largement sillonner la région, pour un total de 200 concerts. C'est naturellement que Gil Riot, le frère de Daniel, guitariste et compositeur de talent, vient rejoindre Casse-Pipe pour un concert; le courant passe très bien, et il est rapidement intégré, tandis que Philippe Onfray rejoint également Gil au sein de Dizzy Romeo (les deux formations ont même fait un concert ensemble à la fin de 1991). Après quelques concerts de Casse-Pipe en trio, le Comité des Profètes leur propose de clôturer, en avril 1992, le festival de Mauron (à l'occasion duquel musiciens, comédiens et graphistes envahissent rues, bars et centre culturel de la petite bourgade, jusqu'au Bois de la Roche, où les musiciens jouent campés sur une remorque de tracteur) avec une formation étendue; René Boisard à la basse, Paul Gasnier au violon et Tonio Marinescu à la batterie viennent étoffer le trio; en quelques répétitions, le répertoire de 18 morceaux est prêt. Mais l'ouverture du festival est perturbée par l'absence d'un groupe: Casse-Pipe, en quatuor avec Tonio Marinescu, pourvoit sans sourciller au remplacement, puis assure sa prestation normale à six ; mais la formule à quatre les a séduit, et c'est naturellement que cette formation restera par la suite. Celle-ci est rapidement consolidée par une cinquantaine de concerts, notamment la clôture du festival Art Rock en octobre.
En parenthèse de la tournée, et dans le but de travailler dans l'urgence et de bousculer les codes du concert, le groupe réinvente, avec le soutien du Comité des Profêtes, le concept de tournée mondiale: Une ville = Un monde, l'enjeu étant de jouer dans un maximum d'endroits d'une même ville au cours d'une même journée. Ce marathon demande le travail d'une dizaine de techniciens chargés d'installer les salles avant l'arrivée du groupe, tout démonter après la prestation et emmener le matériel ailleurs pour recommencer. Les lieux sont le plus souvent des bars, mais quelques endroits plus décalés sont également au programme, notamment une laverie automatique et un marché; à chaque étape, Casse-Pipe joue un quart d'heure et draine peu à peu un public croissant, malgré une promotion préalable assez discrète, et le tout se termine vers quatre heures du matin. Le groupe réitèrera l'expérience en février 1994 à Brest, où, après avoir écumé notamment un hôtel et le Foyer des Marins de l'Arsenal, ils termineront la journée dans un restaurant du quartier chaud sur une reprise de La Javanaise chantée par 200 personnes...
C'est à cette période que l'identité de Casse-Pipe s'affine, pour prendre sa forme définitive: Le répertoire se concentre sur la chanson réaliste et la musique trouve son équilibre entre musette et jazz, le tout dans un esprit plutôt punk. De même, le fonctionnement interne du groupe se stabilise, dans un esprit libertaire : Les membres étant tous « un peu anar, un peu anti-tout », l'unanimité est la règle (« faut qu'tout l'monde soit d'accord ! ») ; il est à noter, sur ce point, que les techniciens (Daniel Riot et plus tard Christophe Lecouflet) sont considérés comme faisant partie intégrante du groupe. Le succès à Art Rock permet au groupe d'être soutenu par la scène nationale de La Passerelle et la municipalité de Saint-Brieuc, dans l'optique d'enregistrer un album. Le groupe étant soucieux de son indépendance et de maintenir une dimension humaine, Daniel Riot, toujours régisseur général et sonorisateur, propose de monter l'association Casse-Pipe Production et d'obtenir une licence d'organisateur de spectacle. Le groupe a déjà travaillé avec Christophe Lecouflet en début d'année pour un concert à la MJC de Quintin ; le décorateur, fasciné par les ambiances du quatuor naissant, collabore peu à peu plus étroitement avec eux et va développer l'ambiance des concerts (lumière, scénographie, boîte à fumée, etc.).
En juin 1993, Casse-Pipe investit donc La Passerelle pour travailler sur son répertoire, qui compte à présent trente chansons, et y faire le tri pour définir le contenu du disque ; Paul Gasnier (violon) et Sam Manson (piano, violoncelle) sont également invités. C'est finalement onze chansons (quatre compositions, sept reprises) qui sont retenues. Entretemps, Casse-Pipe a rassemblé économies, subventions et prêts bancaires. En juillet, le groupe et ses invités entrent au Studio Philpen de Philippe Penin à Châteaugiron pour l'enregistrement de Chansons noires - tome 1, sous la production artistique de Chris Mix. Le disque, auto-produit sous le label Casse-Pipe Production, se présente comme une couverture de série noire de la NRF (Deux bandes verticales jaune et noire), où le célèbre logo "Série Noire - NRF" est d'ailleurs détourné en Chansons noires - NCF (probablement pour « nouvelle chanson française », ce qui est a priori ironique étant donné l'importance des reprises et le poids de l'hommage dans le répertoire) ; le livret, conçu par Daniel Riot et Philippe Onfray, est agrémenté de dessins de Tonio Marinescu (en filigrane des textes) et de portraits photographiques des musiciens sur scène.
Dans son contenu musical, le disque est balisé par trois petits instrumentaux bruitistes (un en ouverture, un à mi-parcours, un en conclusion) qui rappellent l'ambiance du bar et dont les titres sont en forme de jeux de mots autour de cet univers; il délivre assez radicalement l'essence de Casse-Pipe, avec ses histoires sordides (Stilitano, Carnaval, La Complainte de Kesoubah) et ses morceaux toxiques (La coco des enfants sages, L'étoile rose) entrecoupés de chansons d'amour sans espoir (Jolie Nanon, Le Tango à cran d'arrêt) et d'évocations cafardeuses (Foutu dimanche, La Chanson de Mac Orlan, Les Escaliers, Tout fout le camp). La terrible noirceur du propos contraste avec l'ambiance de bal populaire distillée par la musique, typique de ce style (Foutu dimanche, Carnaval, Le Tango à cran d'arrêt, Les Escaliers), et l'humour noir (la référence enfantine à Bonne nuit les petits dans La coco des enfants sages, et la grandiloquence de Tout fout l'camp).

### Promotion et nouvelles expériences scéniques
Tiré en décembre 1993 à 1 000 exemplaires et distribué par Kerig en Bretagne, l'album a peu de chances d'être largement diffusé. Mais Casse-Pipe l'envoie à tout hasard à quelques personnalités susceptibles d'être intéressées par son univers: Christian Caujolle (directeur de l'agence VU, chroniqueur dans Globe Hebdo), Philippe De Brenne (assistant de Jean-Louis Foulquier), Christian Lacroix (styliste), Hélène Hazéra (chroniqueuse dans Libération) et Juliette Gréco. Par ailleurs, un maxi promotionnel de quatre titres est pressé sur mini-album et expédié directement à diverses radios. Ces prises de contact au culot permettent quelques diffusions sur certaines radios nationales, attirent l'attention d'un distributeur à l'échelon national, Média 7, et permettent au groupe de rencontrer Jean René Courtès et ainsi tisser des liens plus étroits avec Kerig et se rapprocher des programmateurs des Rencontres trans musicales. Le retour sur scène, avec Samuel Giard au Violoncelle, est plutôt porteur, avec notamment l’Élysée Montmartre en première partie de Dominic Sonic, les Jeudis du Port à Brest et le Off des Francofolies de La Rochelle.
Toujours attiré par une expression théâtrale de la musique, et encouragé par les bons contacts professionnels glanés en cours de tournée, le groupe s’attelle, sous l'égide de l'Office Départemental de Développement Culturel, à la création d’un nouveau spectacle, basé sur une scénographie complètement nouvelle, des décors particuliers et la mise en scène de deux danseuses : Le Petit théâtre de Casse-Pipe, qui est répété à Guingamp. Mais les premières représentations n'attirent l'attention ni du public, ni des programmateurs. Casse-Pipe, qui tient à ce spectacle, tente un coup de poker: Le groupe investit ses économies dans la location d'un petit théâtre à l'italienne (une centaine de places) de Paris, le Théâtre Clavel, et abandonne l'idée des danseuses ; le spectacle se joue du 9 au 12 novembre 1994, mais ne séduit toujours pas le public.
Cet échec entame quelque peu la motivation du groupe, qui reprend sa tournée dans le sud de la France, notamment L'Antirouille de Montpellier et Le Bijou de Toulouse. Début décembre, Casse-Pipe est à l'Ubu de Rennes, dans le cadre des Rencontres Trans Musicales, aux côtés de Celtas Cortos et les amis de Jack O'Lanternes (un concert qui fut mis sur bande au cas où); l'excellent accueil du public redonne de l'allant au groupe, malgré le départ de Samuel Giard, qui se consacre à sa carrière (il sera de nouveau invité ponctuellement) et leur conseille de faire appel à Christophe Menguy pour jouer de la basse acoustique à leurs côtés. La période est tout de même trouble, et le groupe doute carrément de pouvoir fédérer un public hors de Bretagne; et la perspective de retrouver le Théâtre Clavel fin janvier 1995, malgré l'arrivée de Christophe Menguy, n'est pas rassurante. Le public parisien les boude d'ailleurs une nouvelle fois; les finances de Casse-Pipe sont au plus bas et le moral de la troupe est sérieusement affecté.

### Rebond et confirmation
Si le nouveau spectacle de Casse-Pipe ne trouve pas son public, le groupe a toutefois un carnet de route correctement rempli pour l'année 1995. Ils se produisent notamment aux Francofolies de la Rochelle sous le chapiteau itinérant Magic Mirror en juillet. Ils sont de nouveau sollicité par le Comité des Profêtes pour un projet encore plus audacieux: Pendant deux semaines, mettre plusieurs groupes dans une péniche qui arpente les canaux de Bretagne sud et s'arrête dans les ports fluviaux; à chaque arrêt, le toit de la péniche, aménagé en scène, fait défiler les groupes devant un public qui les écoute depuis la berge. C'est le Pénich'Tro, qui embarque Miossec, Jack O'Lanternes, Clam's, Locus Solus, Zebra et Dominic Sonic, pour une quinzaine festive et riche de mélanges.
Dans le même temps, le groupe a pu roder un certain nombre de nouvelles chansons, suffisamment pour envisager un nouveau disque. La fin de l'été est de nouveau passé à La Passerelle pour répéter, en compagnie des nombreux invités: Michel Aumont (clarinettes), Marc Bourdin (scie musicale), Raphaël Chevalier (violon), David Euverte (piano), Paul Gasnier (violon), Samuel Giard (violoncelle), Gaby Kerdoncuff (trompette) et Daniel Pabœuf (saxophones). Puis tout le monde migre à l'Ubu de Rennes en octobre pour réaliser les enregistrements sous la direction de Laurent Dahyot et David Euverte. Café du siècle sort à la fin de l'année et bénéficie immédiatement d'une certaine reconnaissance dans la presse. L'album, toujours produit sous le label Casse-Pipe Production, mais dans une collaboration plus étroite avec Kerig (producteur exécutif), est illustré par un tableau de Tonio Marinescu représentant un café/hôtel/restaurant/cave manifestement désaffecté sous les regards croisés d'un soleil orange aux yeux écarquillés et d'une lune bicéphale et amusée, le tout sur fond noir. L'intérieur de la pochette présente une photo Noir & Blanc des musiciens, recomposée à partir de portraits individuels, encadrée par un texte de Denis Flageul évoquant l'ambiance du bar et filant la métaphore de Casse-Pipe comme révélateur de ce qui habite l'arrière-salles de l'âme. Le livret présente en couverture une photo des instruments et des décors du groupe, seuls sur scène, uniquement éclairés par un immense lustre projetant une lumière rouge; les pages intérieures, toujours sur fond noir, délivrent, d'une écriture jaune presque imperceptible, les textes des chansons, et présentent au centre une seconde peinture de Tonio Marinescu reproduisant l'étrange photo de scène de la couverture. Tout l'objet est fait pour que les éléments qu'il contient émergent à peine de l'ombre, à l'image de la photo de groupe où les musiciens ne tranchent avec l'obscurité que par la pâleur de leurs visages ; Casse-Pipe, c'est ce qu'on trouve quand on cherche dans les recoins du Café du siècle. Musicalement, le contenu est un peu plus dense que celui du précédent : Quatorze chansons dont « seulement » cinq reprises, des arrangements plus travaillés et riches, des thèmes un peu plus variés, et une ambiance plus chaude et feutrée. On reste toutefois en terrain connu, tant musicalement (le bal populaire est plus discret, au profit d'une ambiance plus jazzy et classieuse, mais pas moins présent) que dans les textes qui alternent noirceur existentielle, engagement politique, cafard (Moi j'm'ennuie) et paradis artificiels (Opium, Sortir ce soir). Toutefois, les chansons sont souvent plus ambivalentes, mariant plus volontiers au sein d'un même texte des tendances ou des intentions différentes ; par exemple, l'humour, sous forme d'ironie et de sarcasme, traverse largement le disque, y compris dans des chansons qui ne sont pas fondamentalement drôles (Foulard noir, La Misère, Viva la muerte, Les Fœtus, État critique), et pas seulement par l'interprétation ou les arrangements ; de même, le contenu politique est plus trouble, car systématiquement associé à une part d'ombre : Crime (Foulard Noir), opportunisme (Viva la muerte), marginalité (La misère, Les gens) ou ivresse (Sortir ce soir).
Casse-Pipe retrouve très vite la scène en faisant notamment la première partie de Miossec à l'Olympia le 31 janvier, puis en créant, avec Têtes Raides, La Tordue et Miossec, le spectacle Mauvaises Graines, qu'ils joueront tous ensemble à La Cité de la Musique de Paris. Le second semestre 1996 est partagé entre la tournée et le travail au studio; en effet, le succès critique et commercial de l'album permet de tisser un accord avec Wagram, qui propose de produire un mini-album. Au studio Ubu, Casse-Pipe retravaille Stilitano, mixe une version concert de Tout fout l'camp issue des Trans Musicales 1994 et enregistre deux nouvelles chansons; la première est une reprise du célèbre Monsieur tout blanc de Léo Ferré, et la seconde est issue de la rencontre avec Alexandre Dumal lors d'un festival de polar: Il leur écrit "Je bande pour le crime" qui est rapidement mis en musique. Une fois passée la post-production, les quatre chansons, augmentées de Viva la muerte (devenu un incontournable du répertoire), paraissent en octobre sous forme de Mini-album au look vintage de 45 Tours (pochette carton) et permet de maintenir l'exposition médiatique du groupe. Dans la foulée, profitant de la relative de stabilisation de la région, et dans le but de voir les événements et les gens de façon directe, Casse-Pipe embarque pour La Palestine et Gaza, initiative qui fera des émules. Ce voyage inspirera à Louis-Pierre Guinard une adaptation d'un chant traditionnel sous le titre Voyage en Palestine, qui témoigne de cette visite parmi les décombres.
Au retour en France, 1997 s'annonce comme particulièrement active, puisque le groupe occupe Le Sentier des Halles à Paris du 11 février au 1er mars 1997 ; au passage, ils sont les invités d'honneur de Jean-Louis Foulquier dans l'émission Pollen. Il les ré-invitera, à la télévision cette fois-ci, sur le plateau de Captain Café sur France 3, dans l'émission consacrée à Hubert-Félix Thiéfaine, pour y jouer Viva la muerte et Je bande pour le crime et répondre à quelques questions.

### Constante évolution
La tournée continue ensuite, mais le groupe ne s'arrête pas de composer en préparation d'un nouveau disque; après le pic d'activité de l'été, l'automne est passé à La Passerelle où Casse-Pipe met la dernière main à ses compositions, puis le Studio Ubu les accueille en décembre une nouvelle fois pour l'enregistrement. Devant le matériel, leur nouveau distributeur met à profit le temps de la post-production pour stimuler la presse en extrayant deux titres des bandes issues du studio qu'il met à disposition des médias (La Trace / Le Fil du rasoir, versions pré-mix) et annonce la sortie imminente de l'album.
La Part des anges est publié en février 1998. Sous une pochette inspirée du velours rouge des décors de scène, les treize chansons font entrer un air jazz et manouche plus prononcé: L'accordéon est plus discret, la guitare plus virtuose (une bonne partie des compositions sont signées Gil Riot, qui s'affirme comme un mélodiste de toute première qualité) et les saxophones de Daniel Pabœuf terminent de colorer le son du groupe. L'unique reprise est « Les petits pavés », une romance 1900[Quoi ?] de Maurice Vaucaire, et les textes sont, sous les efforts conjugués de Christian Caujolle et Sylvie Rouch, nettement moins sombres, versant plutôt dans des évocations intimistes et sibyllines (« Fréhel », à la fois hommage à la chanteuse et évocation du célèbre cap, « Détournement de voyageurs », « Les dortoirs », « Les anges », « Pas d'pot »). Quelques perles de noirceur signées Denis Flageul, Philippe Maujard ou Louis-Pierre Guinard ponctuent néanmoins le disque (« La trace", « Le fil du rasoir », « A Maurice Pilorge », « Tout doit disparaître », « Voyage en Palestine ») et maintiennent un savant équilibre. L'humour est également moins présent: Il s'agit probablement du disque le plus sérieux du groupe. L'album reçoit de bonnes critiques et il est à peine sorti quand Casse-Pipe occupe une nouvelle fois le Sentier des Halles à Paris, du 4 au 28 mars.
Le group se sépare en 2002.

## Influences et style musical

### Influences
Hormis les influences citées dans sa biographie, Louis-Pierre Guinard cite Journal d'un voleur et les autres œuvres de Genet, Villa Triste de Modiano et Casse-pipe de Céline, ainsi que les romans de Gérard Alle, la collection Crachin, les romans policiers de Didier Daeninckx, Jean-Bernard Pouy et Didier Belloque, et Les Tempestaires de Denis Flageul. Ses films marquants sont La Strada de Federico Fellini, Les Sentiers de la gloire, Orange mécanique et Full Metal Jacket de Stanley Kubrick, La montagne sacrée d'Alexandro Jodorowsky, Les contes des mille et une nuits et Salò ou les 120 Journées de Sodome de Pier Paolo Pasolini, et Avoir 20 ans dans les Aurès de René Vautier. Musicalement, il aime Brigitte Fontaine, Rufus Wainwright, Ingrid Caven, Hughes de Courson, Nick Cave, Marianne Faithfull, et des artistes et groupes bretons tels qu'Alan Stivell, Dan Ar Braz et Malicorne.
Tonio Marinescu cite, parmi ses œuvres littéraires préférées, Le Marin rejeté par la mer de Mishima, La Guitare de Michel Del Castillo, Voyage au bout de la nuit de Céline, La Faim de Knut Hamsun, Last Exit to Brooklyn d'Hubert Selby Jr, Sur les falaises de marbre d'Ernst Jünger, ainsi que Herman Hesse, Lautréamont et Edgar Poe, et enfin Vuillemin, Hugo Pratt, Willem et Matt Konture en bande dessinée. Le cinéma l'influence par le biais de Husbands et les autres films de John Cassavetes, Les Ailes du désir de Wim Wenders, La Nuit du chasseur de Charles Lotton, ainsi que Tim Burton, Jim Jarmusch, John Houston, Jean-Pierre Jeunet et Marc Caro, et enfin « les films en noir et blanc avec Jean Gabin et Lino Ventura ». Musicalement, il doit beaucoup à Nick Cave, The Cramps, The Clash, Gun Club, Tom Waits, Alain Bashung et Einstürzende Neubauten
Christophe Menguy cite La Guitare de Michel Des Castillo et Sur les falaises de marbre d'Ernst Jünger parmi ses livres préférés, et Les Ailes du désir de Wim Wenders. Il écoute Jimmy Page and the Black Crowes, Climax d'Alain bashung, Les Têtes Raides, Venus, Des visages, des figures de Noir Désir, Saint Germain et Greg Armstrong
Daniel Riot lit essentiellement des romans noirs, ainsi que Léo Malet, André Héléna et Gabriel García Márquez. Côté cinéma, il cite Jour de fête de Jacques Tati, Touchez pas au grisbi de Jacques Becker et les films des Monty Python (notamment Sacré Graal !). Ses références musicales sont The Beatles, Léo Ferré, Jean-Roger Caussimon, Charles Trenet et le reggae roots (comme Linton Kwesi Johnson)

### Style musical
Casse-Pipe a fait un certain nombre de reprises, pour la plupart des chansons réalistes ou engagées des années 1930 (Fréhel, Damia, Marianne Oswald, Marie Dubas, etc.), quelques classiques de Serge Gainsbourg, Léo Ferré, Bourvil ou Édith Piaf, des morceaux traditionnels bretons en langue française, ou encore des extraits de l'album Fonds de tiroirs de Patrick Modiano et Hughes de Courson, ainsi que des chansons des précédents groupes des différents membres. Les textes extérieurs au groupe sont tirés de poètes disparus ou oubliés comme Jean Cassou, Malek Haddad, Jules Laforgue ou Jean Genet, ou bien sont écrits spécifiquement pour Casse-Pipe par des auteurs contemporains tels que Denis Flageul, Sylvie Rouch, Philippe Marlu, Alexandre Dumal ou Christian Caujolle.
Le répertoire ainsi constitué présente des chansons à la noirceur existentielle (Foutu dimanche, Les Fœtus, Litanies de mon triste cœur), des chansons d'amour désespérées (Stilitano, Pull Over), des pamphlets anarchistes (La Chanson de Craonne, Foulard noir, Nibergue, Viva la muerte), et toute une galerie de chansons abordant sans complexes des sujets aussi délicats que la toxicomanie (La coco des enfants sages, Opium), la criminalité (Carnaval, Le Tango à cran d'arrêt), l'alcoolisme (Sortir ce soir, La Mélalcoolie), la pauvreté (La misère) et les discriminations sexuelles (L'Étoile rose, Mélécass, Létales morsures de l'aube). Ces textes ne sont pas nécessairement dépourvus d'ironie (Noël noir), voire de sarcasme (Tout fout l'camp), et beaucoup de chansons sont composées et arrangées dans un registre évoquant la gaieté du bal populaire, ou dans un style doux, chaud et feutré, ce qui fait de l'ensemble un mélange étrange, contrasté et déstabilisant, beaucoup de chansons pouvant être lues à double sens.

## Discographie

### Albums studio
Sous le nom Louis Pierre:

## Membres

### Membres à part entière
- Louis-Pierre Guinard — chant, chœurs (1990—2005)
- Philippe Onfray — accordéon, bandonéon, orgue (1990—2002)
- Daniel Riot — son, régie (1990—2002)
- Gil Riot: guitare, banjo, guimbarde, harmonica, dobro, chœurs (1991—2001)
- Tonio Marinescu — batterie, percussions, graphismes (1991—2002)
- Christophe Lecouflet — lumière, décors, scénographie (1994—2002)
- Christophe Menguy — basse acoustique, guitare, contrebasse (1994—2005)
- Daniel Paboeuf — saxophones (alto, ténor, baryton, soprano), clarinette (invité régulier à partir de 1994, intégré 1997—2001, invité en studio en 2002)
- Manu Le Riboter — gitare (2000—2002)
- Philippe Brosse — guitare (2002—2005)
- Boris Sellem — percussions (2002—2003)

### Invités
- René Boisard — guitare basse (1992, en concert)
- Paul Gasnier — violon (1992, en concert; 1993 sur l'album Chansons noires - tome 1)
- Sam Manson — Piano, Violoncelle (1993, sur l'album Chansons noires - tome 1)
- Samuel Giard — piano, Violoncelle (1994, en concert ; 1995, sur l'album Café du siècle ; 2000, sur l'album Casse-pipe)
- Michel Aumont — clarinettes (1995, sur l'album Café du siècle)
- Marc Bourdin — scie musicale (1995, sur l'album Café du siècle)
- Raphaël Chevalier — violon (1995, sur l'album Café du siècle)
- David Euverte — piano (1995, sur l'album Café du siècle ; 2000, sur l'album Casse-pipe)
- Gaby Kerdoncuff — trompette (1995, sur l'album Café du siècle)
- Franck Bougier — trompette, Bugle (2000, sur l'album Casse-pipe)

### Louis-Pierre Guinard (1956-2025)
Louis-Pierre Guinard est né en 1956 dans les environs de Quintin. Enfant, il chante déjà beaucoup, et fait partie de la chorale lorsqu'il intègre le Petit Séminaire de Quintin. Sa scolarité dans l'enseignement privé ne l'empêche pas d'écouter du rock (Led Zeppelin, Aphrodite's Child, etc.) ; de même, c'est un moine qui lui fait découvrir la chanson engagée à gauche (Jacques Brel, François Béranger, etc.). À la fin de ses études, il devient instituteur dans l'Enseignement Catholique, dans un style peu académique (il refuse de couper ses cheveux ou d'inculquer la religion aux élèves).
Parallèlement à ses études, et dans la vague du renouveau des musiques bretonnes et celtiques initiée par Alan Stivell dans les années 1960 et portée par Gilles Servat et Malicorne dans les années 1970, il se met à parcourir la Bretagne avec quelques amis, pour y collecter des chansons en gallo et en français. Certains de ces compagnons décident de reprendre ces morceaux sur scène et fondent, sous l'égide de André « Judikaël » Lalycan, La Mirlitantouille : Gildas Chassebœuf (bouzouki, mandoline, violon), Louis-Pierre Guinard (autoharpe, chant, guitare), Michel Kerbœuf (accordéon diatonique, épinette des Vosges), André Maillet (banjo, clarinette, vielle), et Yvon Rouget (violon). Ils préparent un premier album début 1978 quand décèdent Odile Bourdonnais et Martine Camio, deux membres du groupe de chanteuses Les Pillotouses (avec Jacqueline Bourdonnais et Brigitte Kerbœuf) dont ils sont très proches; comme un hommage, l'enregistrement est augmenté de quelques maquettes de Les Pillotouses, et est co-signé par les deux groupes (Musiques du Pays Gallo, par Les Pillotouses / La Mirlitantouille). Michel Kerbœuf est par la suite remplacé par Étienne Grandjean (accordéon diatonique, bouzouki, guitare, mandore, violon) et la formation est renforcée par Pierrick Lemou (basse, mandole, violon) ; ils enregistrent ainsi en 1979 un second album La Mirlitantouille ; Patrice Paichereau (guitare) rejoindra enfin la formation en 1980. Melaine Favennec, Gilles Le Bigot et Daniel Pabœuf écrivent, composent et jouent avec eux occasionnellement, tant sur disque que sur scène. Le groupe tourne intensément en Bretagne, mais également dans le reste de la France, ainsi que ponctuellement au Québec, Canada, et en Europe du Nord, avant de se séparer en 1981 (une compilation de leur répertoire est publiée chez Iguane en 1995.
Louis-Pierre devient crêpier, d'abord dans son propre restaurant appelé La Perdriole (du nom d'une chanson de La Mirlitantouille) à Quessoy, puis au Grain de Sel à Saint-Brieuc.
Il rencontre en 1983 Jean-Philippe Brochard, un pianiste avec lequel il forme Bal Perdu, en référence à la chanson de Bourvil C'était bien ou le petit bal perdu. Le duo tente de recréer « l'ambiance rutilante chicos pervers du cabaret berlinois »[réf. nécessaire], sur un répertoire articulé autour de reprises de chansons des années 1930 et d'emprunts à l'album Fonds de tiroir de Patrick Modiano et Hughes de Courson, puis peu à peu de compositions basées sur des textes de Philippe Marlu. En 1987, le duo enregistre chez Griffe un 45 tours comprenant L'Étoile rose et Mélécass, puis devient quatuor en intégrant Mathias Perronno à la basse et Yannick Jory au saxophone ; un album est préparé sous la houlette de Boris Crépinior, mais n'aboutit pas. Jean-Philippe Brochard souhaitant arrêter, Bal Perdu donne son dernier concert en juin 1988. Louis-Pierre redevient crêpier au Sunset, un bar à concerts de Erquy, dont il quitte parfois les cuisines pour venir sur scène chanter quelques chansons du répertoire de Bal Perdu.
Louis-Pierre Guinard est décédé le 14 février 2025.

### Philippe Onfray
Philippe Onfray est né en 1956 à Poissy, dans les Yvelines. Ses parents, originaires de Bretagne, gèrent à Éragny-sur-Oise une guinguette appelée Au Relais des Pécheurs[réf. nécessaire]. Il apprend l'accordéon de neuf à treize ans auprès de Jean-Charles Malbec (élève de Marcel Azzola), mais se désintéresse de l'instrument à l'adolescence (au grand désarroi de sa mère), tandis que la guinguette abandonne peu à peu les orchestres au profit d'un juke-box diffusant des tubes du moment. Il étudie l'informatique à Paris, où il reprend occasionnellement l'accordéon pour animer des mariages ; c'est ainsi qu'il rencontre Moko (d'Oberkampf), avec lequel il s'essaie à l'orgue. Il quitte ensuite la France pour l'Angleterre, puis passe 4 ans en Allemagne, où il joue parfois avec Manfred Praeker.
De retour à Conflans-Sainte-Honorine en 1982, il forme, avec Moko (batterie) et son frère Eric Ducly, le groupe Strahler (Stravinsky + Mahler), où il chante et joue du synthétiseur. Musicalement dans la vague free-punk, le groupe fait beaucoup d'expériences sonores; par exemple, Philippe Onfray laisse volontairement les bandes s'oxyder dans sa cave pour qu'elles saturent. Le groupe enregistre une reprise de I Wanna Be Your Dog des Stooges au Garage Studio pour le compte de Contorsion, mais le morceau ne sera publié qu'en 1986 sur la compilation de reprises, Garage 1966-1970, chez Garage Records ; puis News Games qui paraît en 1983 sur la compilation Studios WW 91 Quai de la Gare Paris 75013 au label WW Records ; et enfin un 33/45 tours de trois titres au label Contorsion en 1984, simplement intitulé Stralher, et disponible en deux versions, l'une anglaise, l'autre allemande, comprenant Between Four Walls/Zwichen vier wanden, A War Relation/Bezug zum krieg, et Love Murderous/Morderische liebe. Ils sont rejoints en 1984 par Joe Hell (également d'Oberkampf) pour un concert, mais le groupe, devenu Paris Noise, se sépare à la fin de l'année. En 1986, il forme SDF (Structure Diagonale France) une société d'import de matériel informatique ; il revend ses parts en 1988 pour s'installer en Bretagne, où il travaille pour Europe 2[réf. nécessaire]. Là, attiré par le théâtre, il rencontre La Compagnie du Théâtre du Haha, basée à Lamballe et menée par Denis Flageul ; il compose la musique de deux pièces de la compagnie, intitulées La Java des baleines et Le Dernier des Castel Pavic. Il intègre également en 1989 Les Soupeurs, groupe de chansons paillardes emmené par Philippe Marlu.

### Frères Riot
Daniel Riot commence sa carrière professionnelle comme éducateur spécialisé. Il ouvre en 1986 un café-concert appelé Le Barracuda, près de Saint-Brieuc. Il se familiarise alors avec le matériel de scène (régie, sonorisation). Le Barracuda accueille d'abord des musiciens locaux, et le lieu se forge rapidement une solide notoriété, qui attire des groupes d'un peu partout; Parabellum, Roadrunners, Les Sheriff et Los Carayos, notamment, s'y frotteront au public breton[réf. nécessaire].
Gil Riot, de son vrai nom Gilles Riot, né en 1962 à Plérin, est le frère cadet de Daniel Riot. Il devient un éminent membre de la scène musicale rennaise dès 1979, ses groupes ayant tous participé aux Rencontres Trans Musicales: Chanteur et guitariste de p. 38 (1981), un groupe très marqué par The Clash, puis du groupe Les Conquérants (1983 et 1987), qui enregistrera un album éponyme en 1984. Gil Riot continue en solo sous le nom de Dizzy Romeo, avant d'intégrer sous le même nom quelques musiciens comme Tonio Marinescu (Rencontres Trans Musicales 1990). Il a également joué en tournée avec Marc Seberg et Dominic Sonic, eux aussi des piliers du festival rennais[réf. nécessaire].

### Tonio Marinescu
Tonio Marinescu (parfois orthographié Tonio Marinesco), de son vrai nom Antoine Perrault, est né en 1963 dans les environs de Lamballe. Musicalement porté sur le power-trio et par des artistes comme Patti Smith, Ramones, Jeffrey Lee Pierce, Nick Cave et Iggy Pop, il s'initie dès 11 ans à la batterie ; gaucher, son jeu est qualifié de « fluide et souple, simple, sobre et efficace, sans superflu, toujours à l'écoute des autres musiciens ». En 1976, il forme le groupe Kalashnikov, avec son frère Martin à la guitare. Très influencé par The Stooges, Johnny Thunders, Lou Reed, Dogs et Television, leur style free rock est largement basé sur l'improvisation et propose à l'origine beaucoup de morceaux instrumentaux ; par ailleurs, leurs prestations sont souvent impromptues: Ils envahissent les salles des autres groupes, s'emparent des instruments pour monopoliser la scène et « taxent des bières dans les loges ». D'autres musiciens vont et viennent dans la formation, jusqu'à l'intégration de Boulmiche à la basse en 1979, puis Dominic Sonic au chant en 1980[réf. nécessaire].
En 1981, ils s'installent à Rennes, d'où ils rayonnent un peu partout ; leur style et leur mode de piratage joyeux des salles les fait croiser beaucoup de leurs homologues : Ils sympathisent notamment avec La Mirlitantouille, dont ils détournent les prestations en « anti-fest-noz », et p. 38, avec lesquels ils reprennent Johnny Thunder. Kalashnikov fidélise un public et devient un groupe important de la scène rennaise. Repérés par Jean-Louis Brossard en 1982, le groupe est successivement programmé en première partie de Johnny Thunders la même année, puis les Nuits Terrapin et les Rencontres transmusicales 1983. Christian « Kid » Martinez les rejoint au saxophone la même année, tandis que Boulmiche, parti monter Animatorz, est remplacé par Benoît Touchard en 1984. Cette formation, forte d'un gros succès au Rock Against Tarzan de 1985, enregistre une maquette sous la direction de Daniel Chenevez et publie un Maxi-45-Tours de quatre titres appelé Too Late chez Deal Record (un disque produit par Marc Minelli, et la première pochette par Tonio, qui créé déjà les décors de scène du groupe). En 1986 (date imprécise, 1984 ou 1985 seraient aussi possibles), ils font salle comble au Printemps de Bourges; ils s'amusent de la chronique de Paroles et Musiques, qui parle de leur prestation comme « la plus nulle du festival avec celle de Gainsbourg »[réf. nécessaire]. Kalashnikov se sépare en 1987 après 300 concerts, à l'issue d'une tournée espagnole terminée au El Kremlin de Vigo. Pour deux concerts en première partie d'OTH (que Tonio considérait alors comme le meilleur groupe de rock français de l'époque), il monte Les Congaceiros avec Boulmiche, Vincent Sizorn à la guitare et un roadie d'OTH au chant ; puis, il joue avec Dominic Sonic en 1987 et avec Les Nus. Toujours avec Boulmiche, il rejoint Iffic et les guitaristes de Dominic Sonic au sein de Coyote Pass, qui fera les Rencontres trans musicales de 1989[réf. nécessaire].
En parallèle, il forme T'es Foutu Bohington, avec Saucisse.p.t (bassiste de Tulaviok), Christian « Kid » Martinez (saxophone), Étienne Maignen (guitare) puis plus tard Iza Lavioque (Seconde basse), Chris Georgelain et Djeuni Trup (guitares), où il chante et joue de la batterie ; le groupe se sépare en 1992. Tonio Marinescu rejoint alors Gil Riot au sein de Dizzy Roméo. Par ailleurs, Tonio Marinescu est un graphiste connu pour son art du portrait, très influencé par l'expressionnisme autrichien (notamment Egon Schiele) et le Pop Art[réf. nécessaire].

### Christophe Lecouflet
Christophe Lecouflet, originaire de Caen, est chaudronnier de formation. En parallèle de son travail, il s'intéresse au théâtre en intégrant en 1984 La Compagnie du Bout d'ficelle, dont les textes sont très inspirés de la chanson noire des années 1930 ; il s'y familiarise avec l'éclairage et la scénographie. Progressivement, il travaille avec d'autres groupes ou compagnies, pour des petits concerts ou des spectacles pour enfants. En 1987, il suit des cours de saxophone à Paris, avant de s'installer à Rostrenen en Bretagne à la fin de l'année. Là, il cherche à faire du spectacle vivant son métier; il devient intermittent du spectacle en 1989 et rejoint une société de prestation son et lumière de Saint-Brieuc en 1990, où il travaille avec différents groupes de musique et compagnies théâtrales. C'est ainsi qu'il est amené à travailler plusieurs fois avec Dizzy Roméo, puis avec Casse-Pipe qu'il illuminera pour un concert à la MJC de Quintin début 1992. À cette période, il fonde l'association Côté Lumière, qui travaille pour des défilés de mode, des courts métrages et des pièces de théâtre.

### Christophe Menguy
Christophe Menguy est né en 1960 à Pontrieux. Il donne son premier concert au sein des Superiority One à l'âge de 8 ans (avec notamment un tube intitulé Ne détruisez pas la nature!) dans une cave, en jouant avec des guitares en contreplaqué et une batterie en barils de lessive sur un playback. À 14 ans, il joue sur une vraie guitare et avec un ami flûtiste, avant de fonder Les Buzzucks (ver de terre en breton) qui réunit une dizaine de musiciens (dont Boris Crépinior) jouant sur des instruments anciens tels le cromorne, le psaltérion ou l'épinette des vosges et reprenant des chansons médiévales ou du traditionnel irlandais; Les Buzzucks enchaîne fest-noz et kermesses quelques années avant de se dissoudre. Christophe Menguy fait des études d'agriculture, pendant lesquelles il découvre la littérature russe (Bukowski, Tolstoï, Tourgueniev, le Manifeste du Parti Communiste, le Droit à la Paresse, etc.), la chanson engagée (François Béranger, Henri Tachan, Gérard Manset, Léo Ferré, etc.) et la chanson réaliste des années 1930 (Damia, Marianne Oswald, etc.).
À la fin de ses études, il tente de vivre de la musique en chantant et jouant de la guitare dans diverses formations, notamment Gogo No Ko et Sam & Duv ; en parallèle, il s'initie à l'informatique musicale dans un studio de Saint-Brieuc, puis créé des pièces musicales pour des expositions à Rennes, notamment une quadriphonie pour La Passageta composée sur un Atari 1040 et quatre synthétiseurs ; il fonde avec Samuel Giard l'association Les Transducteurs, qui propose des habillages musicaux pour des expositions de plasticiens. En 1989, il fonde Docteur Mabuse, où il écrit, compose, chante et joue de la guitare; le groupe s'entend bien et enregistre le titre punk rock Si ça..., mais se sépare à la fin de l'été. Christophe Menguy reprend ses compositions en adaptant La légende de la Mort d'Anatole Le Braz, dans un style qu'il qualifie d'ethno-jazz contemporain bizarre. Au début des années 1990, il accompagne à la guitare Christy Grey, chanteur anarchiste de salon, et Mina Agoussi, chanteuse de jazz.

### Daniel Pabœuf
Daniel Pabœuf est né en 1957 à Lyon, en Rhône-Alpes, avant que sa famille ne s'installe à Rennes. Il commence la musique à 12 ans, lorsqu'il suit son frère Christian au Conservatoire; il désire jouer du violon, mais comme il a dépassé la limite d'âge, on lui propose une liste d'instruments: Il choisit le saxophone par goût pour la sonorité du mot. La rigueur de l'enseignement est contrebalancée par les échanges qu'il peut faire avec le hautbois de son frère; au lycée, ils jouent du jazz et du rock progressif, puis Daniel Pabœuf se consacre entièrement à la musique. Après avoir achevé sa formation au Conservatoire, il joue pour Melaine Favennec et Gérard Delahaye tout en enseignant son art. Il est parfois invité à rejoindre La Mirlitantouille sur scène. Il joue dès 1977 avec le groupe Marquis de Sade, sur scène et en studio, où il sympathise avec Hervé Bordier[réf. nécessaire].
La période qui suit est particulièrement intense : Daniel Pabœuf rencontre Philippe Herpin en 1978, avec lequel il forme un duo de saxophonistes nommé Anches Doo Too Cool, qui publie deux albums (Nous deux en 1981 et Sacrée musique en 1982) avec quelques invités (Philippe Pascal, Nicole Calloc'h, Pierre Fablet). Daniel Pabœuf rejoint aussi Sax Pustuls, le groupe de son compère, en 1980, lorsque la formation est remaniée en trio avec Nicole Calloc'h au chant; ils enregistrent ainsi 5 morceaux (dont deux 45 tours), puis signent chez CBS où ils publient un album en 1982. Parallèlement à ces deux formations, le duo joue, sur scène et en studio, pour de nombreux autres groupes de la scène rennaise de l'époque (Marquis de Sade, Kalashnikov, Tohu Bohu de Jello, ancien guitariste de Starshooter, Ubik de Philippe Maujard, etc.) : aux Rencontres trans musicales de 1981, le duo joue avec pas moins d'une dizaine de groupes pendant la durée du festival! Philippe Herpin quitte Anches Doo Too Cool en 1985 pour fonder FFF; Daniel Pabœuf, lui, part à Paris et retrouve un compère en la personne de Victor Zazou, et le nouveau duo publie un troisième album en 1987 sobrement intitulé Anches Doo Too Cool (parfois appelé C'est quoi l'histoire ?). En 1988, la formation s'enrichit de quatre musiciens et prend le nom de Anches Doo Too Cool Sexe-Têtes pour publier en 1990 l'album L'Amour dans l'âme, puis se sépare quelques mois plus tard[réf. nécessaire].
Daniel Pabœuf continue de travailler ponctuellement, sur scène et en studio, avec Étienne Daho (1985-1986), Alain Chamfort, Niagara (il assure la production artistique de leurs deux premiers 45 tours), Françoise Hardy, Mory Kanté (1986-1987), Afrika Bambaataa, Yma Sumac (1992) et bien d'autres. En 1988, Tohu Bohu devient trio (Pierre Fablet à la guitare et Christian Le Chevretel à la trompette) et se rebaptise Le train fantôme, où les machines se font très présentes, et qui publiera un album chez Fnac Musique en 1991, avant de se séparer en 1992. Ayant déjà un peu touché au théâtre pour Hervé Le Lardoux, il joue dans deux spectacles de la Compagnie Louise Lame en 1992, sur des textes de Robert Desnos et des musiques de Jean Viéner. À la fin 1994, Daniel Pabœuf rompt avec son rythme de vie effréné pour se ré-installer en Bretagne, où il redevient professeur de saxophone[réf. nécessaire].

### Philippe Brosse
Philippe Brosse commence l’apprentissage de la guitare par le jazz auprès d’Eric Boell à Paris en 1984. Il poursuit son perfectionnement jusqu’en 1993 au CIM de Paris, aux cours de G. Renne et de T. Ballester, puis travaille avec Ivan Jullien. Durant ces années, il compose et mène un travail d’auteur aux éditions Coop Breizh. De 1987 à 1996, il est guitariste, compositeur et arrangeur des groupes Dexter Ward, Kabeka, puis Dominique Babilotte et Groupe 10, avec lequel il enregistre un album en 1995. De 1994 à 1998, il intègre le Trio Michel Aumont comme guitariste et bassiste. De 1997 à 2004, il est bassiste du groupe FMB, avec Eric Blivet (percussions), Gilles Floury (violon), Célestin Mével (guitare acoustique, 1997-2001), Eric Jaglin (guitare acoustique, 2001-2004), Claude Morice (flûte traversière en bois, 2001-2004), qui publie trois albums. Il rejoint Louis Pierre début à l'automne 2002[réf. nécessaire].

### Boris Sellem
Boris Sellem est né en 1960 à Paris. Il obtient une Licence Cinéma/Théâtre et une Maîtrise Audiovisuel/Communication à Paris VIII, puis part à l'American Center aux États-Unis pour approfondir sa pratique théâtrale, notamment auprès de Géraldine Baron. De retour en France, il se forme à la batterie à l'École Agotini (L. Cuny) et à l'Atelier Jazz de Montreuil entre 1984 et 1991 tout en travaillant dans le cinéma et la publicité, et en exerçant le métier d'acteur. Il quitte ensuite Paris pour s'installer en Bretagne; il y anime des stages de théâtre, tout en intégrant La Battucada comme batteur. En 1995, il intègre la formation jazz Oxyde de Cuivre, ainsi qu'Ouf La Puce! (participant notamment aux albums Respire à l'oreille du monde en 1996 et Le Balouf en 1998 avant de quitter le groupe en 1999.